# Lešetice
Lešetice (německy Leschettiz) jsou obec v okrese Příbram ve Středočeském kraji, asi 5 km jižně od Příbrami. Žije zde 215 obyvatel.

## Historie

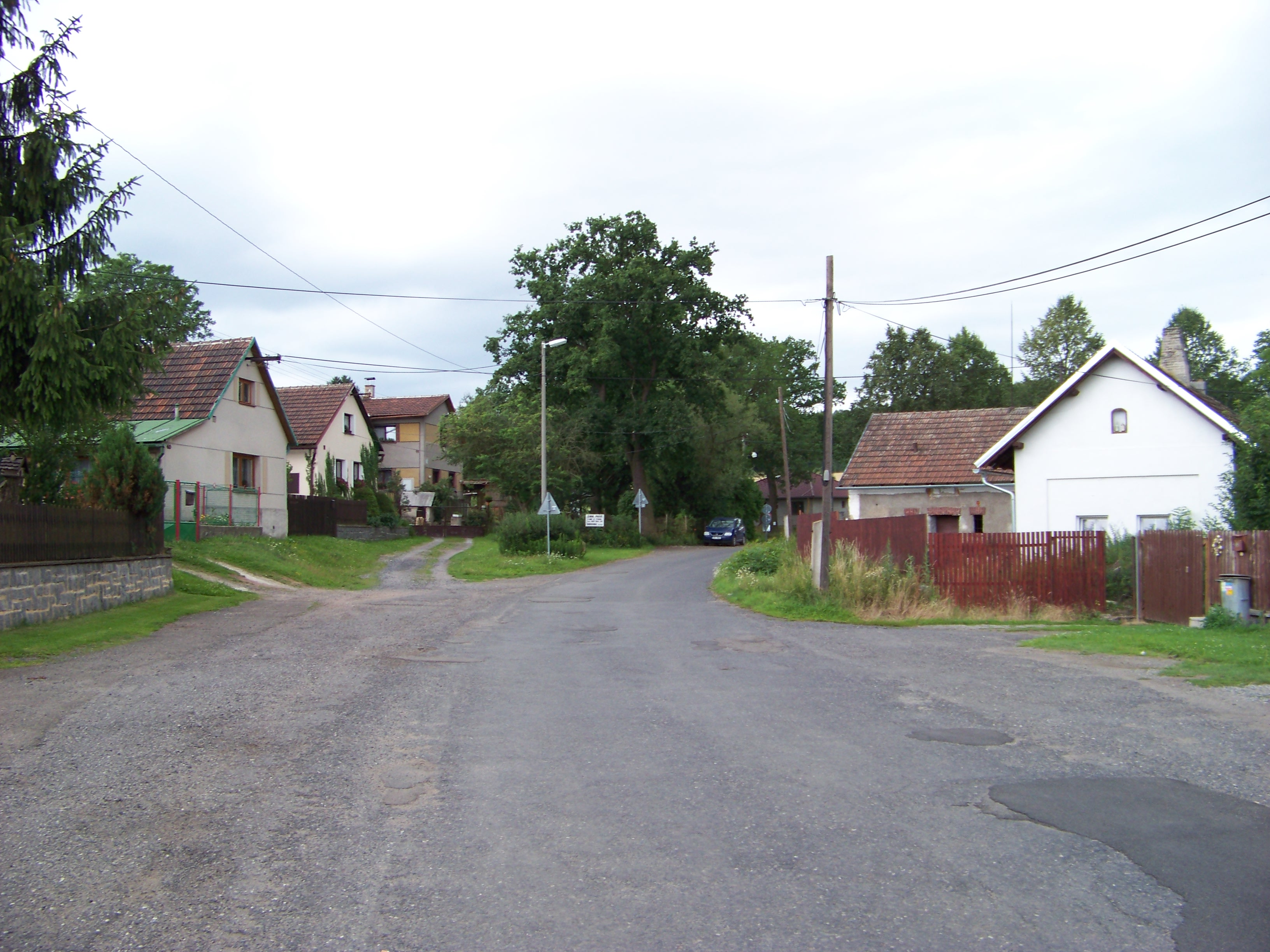
Západní část vesnice

První písemná zmínka o obci pochází z roku 1349. V průběhu dějin byla ves někdy samostatná, jindy rozdělena na dvě části či spojena s okolními obcemi Jerusalem, Jesenice a Konětopy. Nyní je samostatná, spravována zastupitelstvem obce a obecním úřadem.
Přifařena je do farnosti slivické (dnes farnost Milín-Slivice - pražská arcidiecéze), ke kostelu sv. Petra. Poštovně je obec přiřazena k Milínu. Původně chodily lešetické děti do školy do Milína, roku 1866 byla otevřena nová jednotřídní farní škola na Slivici, k níž byly kromě Lešetic přiškoleny též Konětopy a Jerusalem. Sbor dobrovolných hasičů byl založen roku 1901 a dosud funguje.
Nejvíce obyvatel bylo v obci patrně v roce 1912, kdy se připomíná 42 domů s popisným číslem a 294 obyvatel. V současnosti je v katastru 76 popisných čísel a žije zde přes 100 občanů s trvalým pobytem a asi dvě desítky ostatních obyvatel.
Asi 1,6 km západojihozápadně od centra vsi, na trojmezí Lešetic, Lazska a Zavržic, je bývalý pracovní tábor Vojna, v letech 1949–1951 tábor nucených prací a v letech 1951–1961 vězeňské zařízení převážně pro politické vězně, nyní je upraven na muzeum obětí komunismu a muzeum těžby uranu.

## Geografie

### Vodstvo
Územím obce severně a severovýchodně od vsi protéká Příbramský potok. Ten zde má dva krátké levé přítoky: Lešetický potok, který pramení jižně od kopce Mýto a teče přes ves, a potok Vojna, který pramení severně od památníku Vojna a vede přibližně po hranici Žežic a Lešetic.

### Životní prostředí
Obec se nachází v oblasti Příbramské pahorkatiny. V okolí těžbu uranové rudy připomínají haldy. Na území Lešetic je západně od vsi a severovýchodně od vrchu Mýto (599 m n. m.) šachta č. 4 s haldou. Severně od vsi je halda šachty č. 15, již z větší části na území příbramské části Brod, do Lešetic spadá jen její západní svah. Mezi území Žežic a Lešetic je rozdělena další halda, navršená severně od pracovního tábora Vojna.

## Obecní správa

### Části obce
- Lešetice (k. ú. Lešetice)

Sousedními obcemi sídla jsou Milín, Lazsko a Příbram.
Od 1. ledna 1975 do 30. června 1990 byla vesnice součástí obce Milín a od 1. července 1990 se stala samostatnou obcí.

### Územněsprávní začlenění
Dějiny územněsprávního začleňování zahrnují období od roku 1850 do současnosti. V chronologickém přehledu je uvedena územně administrativní příslušnost obce v roce, kdy ke změně došlo:
- 1850 země česká, kraj Praha, politický i soudní okres Příbram[8]
- 1855 země česká, kraj Praha, soudní okres Příbram
- 1868 země česká, politický i soudní okres Příbram
- 1939 země česká, Oberlandrat Tábor, politický i soudní okres Příbram[9]
- 1942 země česká, Oberlandrat Praha, politický i soudní okres Příbram[10]
- 1945 země česká, správní i soudní okres Příbram[11]
- 1949 Pražský kraj, okres Příbram[12]
- 1960 Středočeský kraj, okres Příbram
- 2003 Středočeský kraj, okres Příbram, obec s rozšířenou působností Příbram

## Společnost

### Rok 1932
V roce 1932 byly obci Lešetice (300 obyvatel) evidovány tyto živnosti a obchody: družstvo pro rozvod elektrické energie v Lešeticích, hostinec, krejčí, obchod se smíšeným zbožím, trafika.

## Pamětihodnosti
- Na návsi je kaplička Nejsvětějšího srdce Ježíšova.

## Osobnosti
- Marie Skálová (1924–1996), spisovatelka

## Doprava

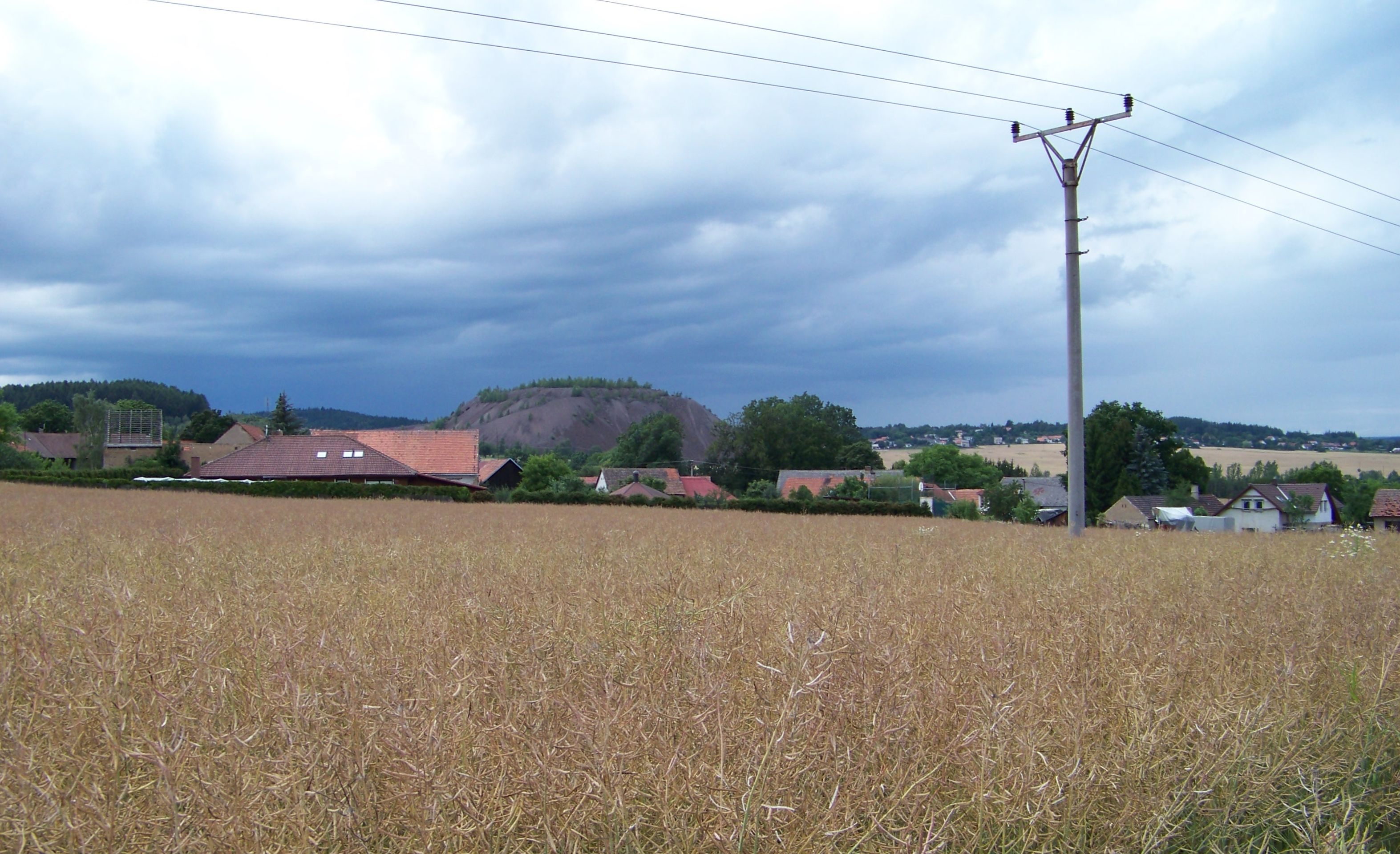
Pohled přes ves k haldě u šachty č. 4 v Lešeticích

### Dopravní síť
Okolo obce vede silnice I/66 Příbram – Milín. Do obce vede silnice III. třídy. 

### Autobusová doprava 2024
Autobusovou dopravu v obci Lešetice zajišťuje společnost Arriva Střední Čechy. Obec je součástí Pražské integrované dopravy (PID). Na silnici I/66 se nachází zastávka Lešetice. Zastavují zde autobusy linek 480, 488 a 511. Linka 480 propojuje Příbram s Lešeticemi, Milínem, Pečicemi, Cetyní, Bohosticemi, Solenicemi, Milešovem, Klučenicemi, Kovářovem a Milevskem. Linka 488 začíná v Příbrami a pokračuje přes Lešetice, Milín, Chraštice, Mirovice, Čimelice a Mirotice až do Písku, přičemž obsluhuje i další obce a vesnice na své trase. Linka 511 zajišťuje spojení také s Příbramí. V opačném směru míří do Březnice a projíždí obcemi Milín, Lazsko, Ostrov, Tochovice, Horčápsko, Starosedlský Hrádek, Tušovice, Svojšice, Chraštice, Nestrašovice a dalšími vesnicemi na trase.

### Železniční doprava 2024
Územím obce prochází železniční trať 200 Zdice–Protivín. Stanice či zastávka na území obce nejsou. Nejbližší železniční zastávkou směrem do Zdic je Příbram sídliště a směrem do Protivína je to železniční stanice Milín.

## Turistika
Nejzápadnější hranice obce se dotýká modře značená pěší trasa z Příbrami do Březnice. Od památníku Vojna přes Zavržice vede cyklistická trasa 302A, odbočka z trasy 302.